# Audi Typ D
Der Audi Typ D, auch 18/45 PS genannt, ist ein Pkw der Oberklasse, der ab 1912 von der Audi Automobilwerke GmbH Zwickau (ab 1915 Audiwerke AG Zwickau) in Ergänzung zu den kleineren Typ B und Typ C gebaut wurde.
Das Fahrzeug hatte einen vorn eingebauten Vierzylinder-Reihenmotor mit paarweise gegossenen Zylindern mit insgesamt mit 4,7 Litern Hubraum. Er leistete 45 PS (33,1 kW) bei 1650/min. Über ein Viergang-Vorgelege-Getriebe und eine Kardanwelle trieb er die Hinterräder an. Der Wagen hatte einen Leiterrahmen und zwei blattgefederte Starrachsen. Er war als viersitziger Tourenwagen, Landaulet oder viertürige Limousine verfügbar.
Bis 1920 wurden nur 53 Exemplare dieses großen Wagens gebaut.

## Technische Daten
| Typ D (18/45 PS)      | Typ D (18/45 PS)                       |
| --------------------- | -------------------------------------- |
| Baujahre              | 1912–1920                              |
| Aufbauten             | T4, L4                                 |
| Motor                 | Reihen-Vierzylinder-Viertakt-Ottomotor |
| Ventilsteuerung       | IOE-Ventilsteuerung (gegengesteuert)   |
| Bohrung × Hub         | 100 mm × 150 mm                        |
| Hubraum               | 4680 cm³                               |
| Nennleistung          | 45 PS (33,1 kW) bei 1650/min           |
| Höchstgeschwindigkeit | 90–100 km/h                            |
| Leergewicht           | 950 kg (Fahrgestell)                   |
| Radstand              | 3170–3320 mm                           |
| Spur vorn/hinten      | 1400 mm/1400 mm                        |

- T4 = 4-sitziger Tourenwagen
- L4 = 4-türige Limousine